# 牛津學堂
牛津學堂（Oxford College），漢名為理學堂大書院，位於新北市淡水區的紅磚建築。原為加拿大基督教長老會傳教士馬偕所創立的西式現代化學校，也是台灣基督長老教會所轄台灣神學院、淡江中學、真理大學等校前身與起源地。
其建築位於真理大學校園內，1985年經中華民國內政部評定為二級古蹟，現為國定古蹟。

## 歷史

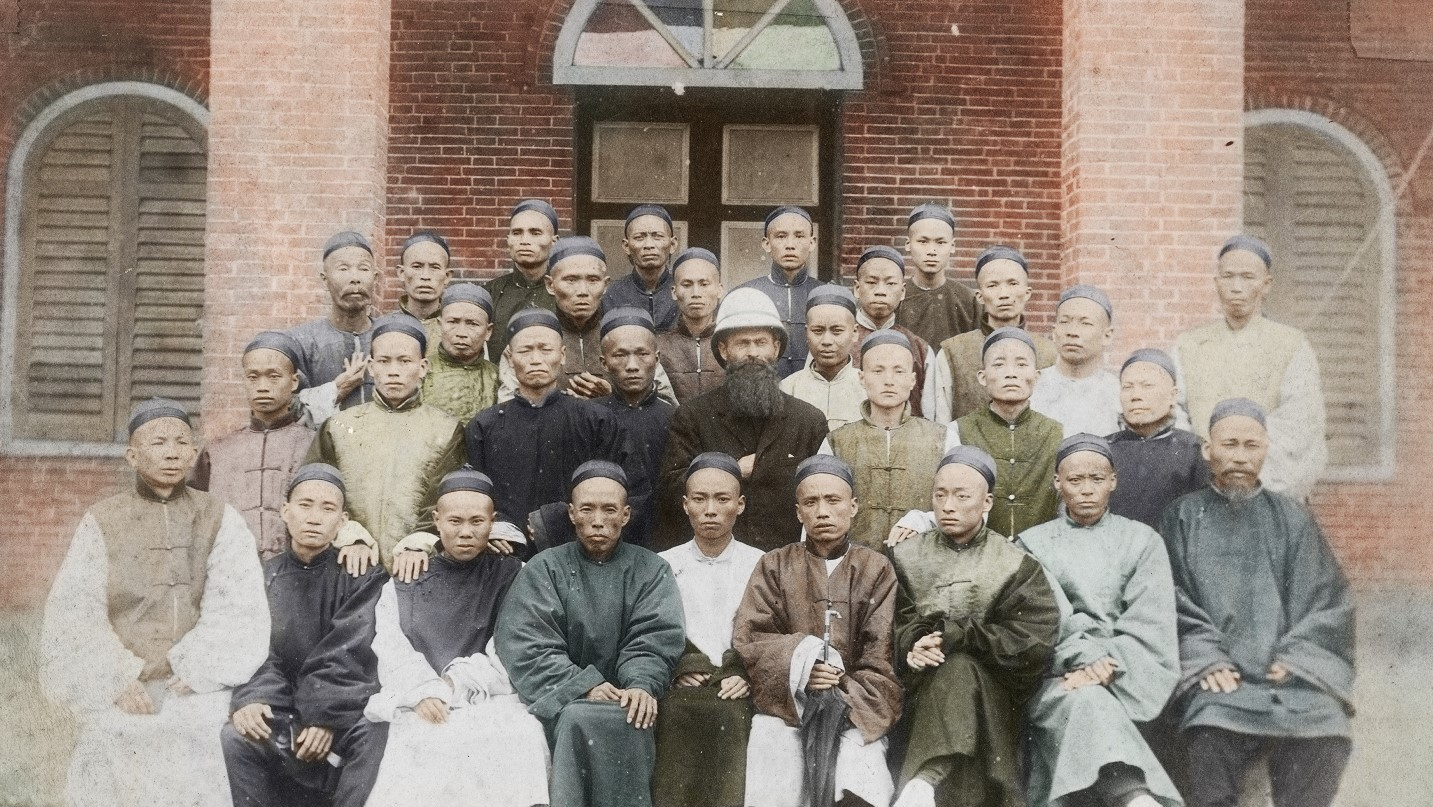
馬偕與學生於牛津學堂合影

### 清領時期
1872年（清同治十一年）加拿大傳教士馬偕來到淡水傳教，其相當重視培養本地人成為宣教人才，便以露天教學的方式於台灣各地傳教，因此希望創設新式學校。1880年返回加拿大募款，獲其故鄉安大略省牛津郡報紙《前哨評論》（Sentinel Review）新聞社之刊載並大力發起募款活動後，得到各方熱烈迴響，最後共募得加幣6,215元，作為其建校基金。
光緒七年（1881年），馬偕博士重返淡水，擇定牛津學堂現址，親手規劃、監工，興建校舍，光緒八年（1882年）7月26日竣工，取名「理學堂大書院」，落成典禮由英國領事胡拉特(A. Frater)主持，共有洋商及貴賓共一千五百餘人參加，清廷官吏施放煙火以助興，馬偕因感懷其故鄉加拿大牛津郡鄉親之盛情襄贊，英文乃命名為Oxford College，故後人稱之為牛津學堂，此後成為長老教會培育傳教、醫療和教育的基地。1884年馬偕在牛津學堂東側創設淡水女學堂，為台灣首個女子學校。兩校課程除神學聖經道理，尚有人文社會科學的歷史、倫理、中國字部、中國歷史，自然科學的天文、地理、地質、植物、博物、礦物及醫學理念、解剖學及臨床實習、體操、音樂等。
1884年10月2日因處在清法戰爭滬尾之役的戰區，砲彈曾傷及牛津學堂建築，建築堅固雖未遭損毀，但學校因而停課，隔年6月9日因清法簽訂《中法新約》使戰爭結束，牛津學堂復校，後來1893年，馬偕率領家眷二次返回加拿大，牛津學堂因此第二次停課。

### 日治時期

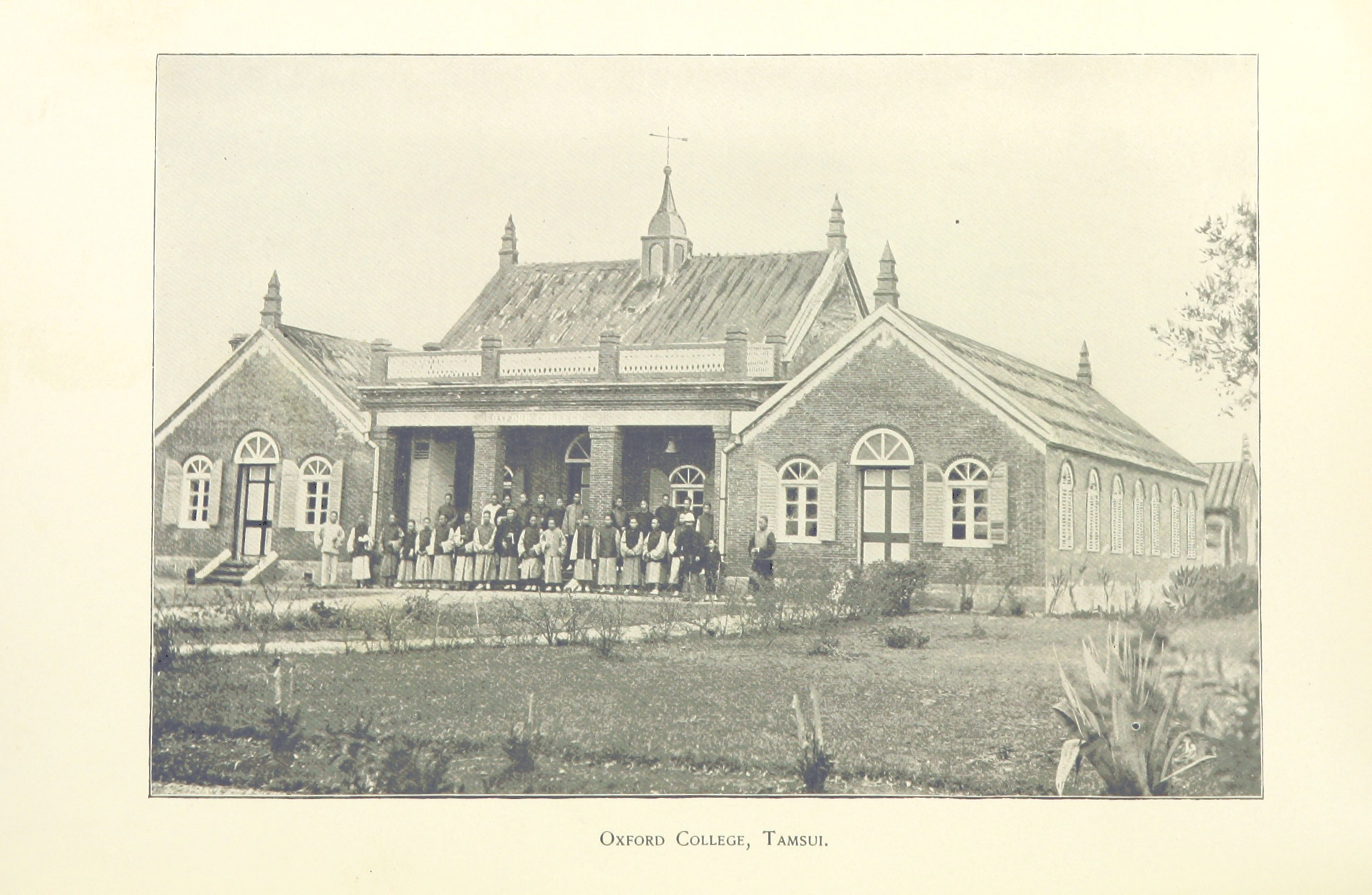
1912年的牛津學堂

1895年9月27日，馬偕全家返回臺灣，此刻台灣已經進入日治時期，隔年牛津學堂復校，然而1901年馬偕因喉癌而逝世，吳威廉繼任牛津學堂校長，並改制為神學院，即今日之台灣神學院前身。並創立中會、健全教會行政體系。在1907年時確立學年制度，入學者須受畢小學教育，並分神學科與普通科。大正三年（1914年），教會將宣教中心移到首府台北雙連，神學校也遷往該地。
同年馬偕獨子偕叡廉取得教育碩士學位後返台籌辦學校，牛津學堂舊址即成為新學校的預定地。同年4月4日，淡水中學校在牛津學堂淡水原址舉行開學典禮，首任校長即為偕叡廉。。而到了昭和十五年（1940年）因戰事轉趨緊張，牛津學堂及原宣教士宿舍則暫時作為過渡性學校「台北神學校高等女學部」使用。

### 戰後至今
1945年，第二次世界大戰結束後台灣基督長老教會接管淡水中學與淡水女子學校，牛津學堂校舍作為學生宿舍，改名「美樓」。兩校於1947年合併為淡江中學，1958年再度合併為新北市私立淡江高級中學。
1959年，北部台灣基督長老教會大會決議在「牛津學堂」原址籌設大學，經分割部份淡江高中校地校舍與原宣教師宿舍，1965年淡水工商管理專科學校成立，1994年改制淡水工商管理學院，1999年升格為真理大學。
牛津學堂舊校舍在1985年經內政部指定為二級古蹟。隔年轉為資料與展示用途，包含真理大學校史館、馬偕紀念資料館、北部台灣基督長老教會大會史蹟館。
在2007年，牛津學堂曾為電影《不能說的‧秘密》取景點。

## 建築特色
牛津學堂為中西合璧風格，當時是由馬偕博士親自選地、設計、督工，因為建築匠師為臺籍匠師較難溝通便以削蕃薯示範。書院方位坐北朝南，磚瓦都由廈門運來，接著並以糯米烏糖、石灰與砂相拌代替水泥。
在外觀設計中，牛津學堂冠有西式教堂的小帽尖，卻似中國尖塔的造型，門楣為觀音山石，題有「理學堂大書院　Oxford College 1882」。在建築格局則配置為四合院大厝三開間，兩進兩護龍，西式圓拱形〈雨披〉的門窗和百葉窗。 

## 圖片

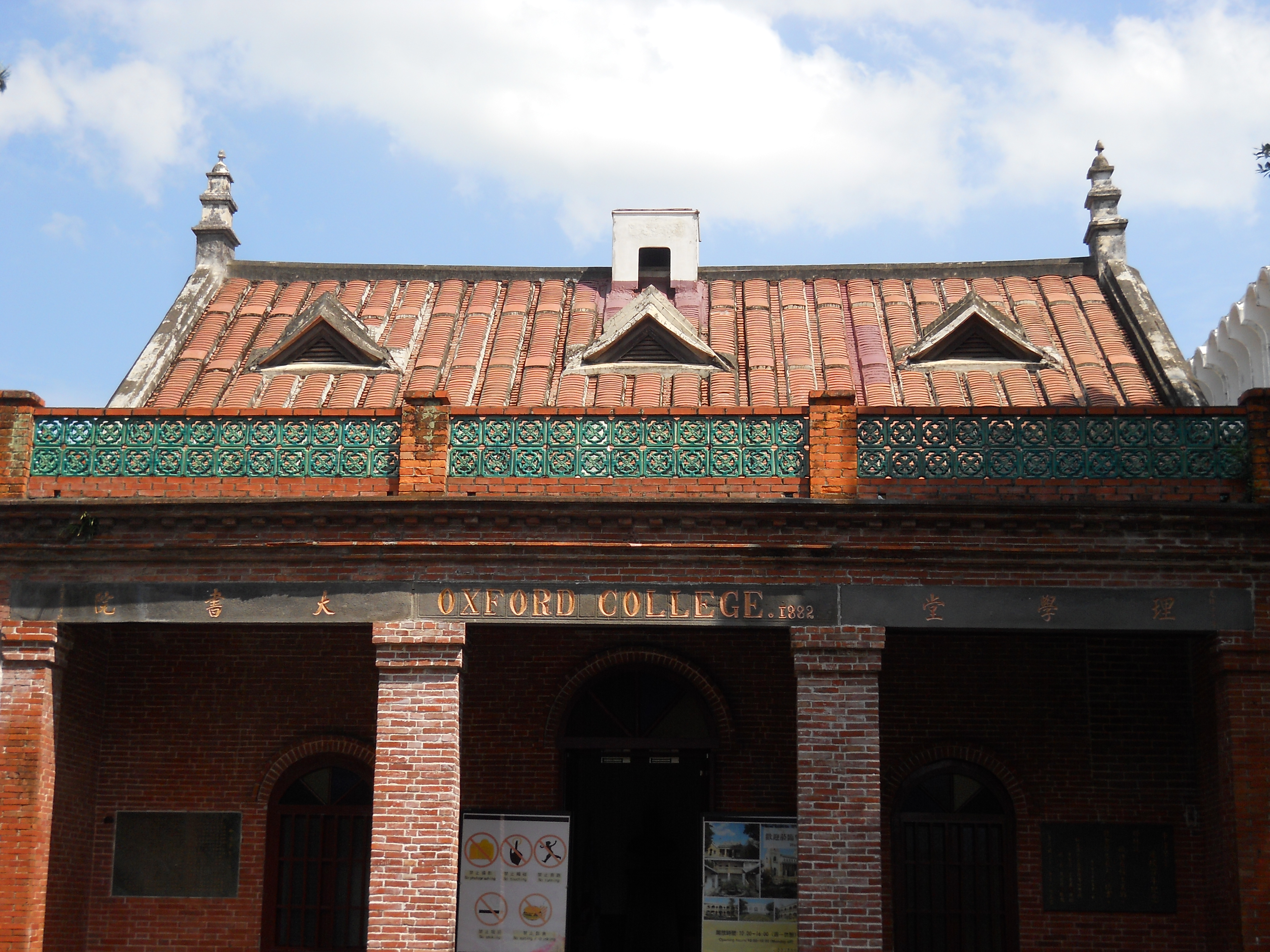
牛津學堂門楣
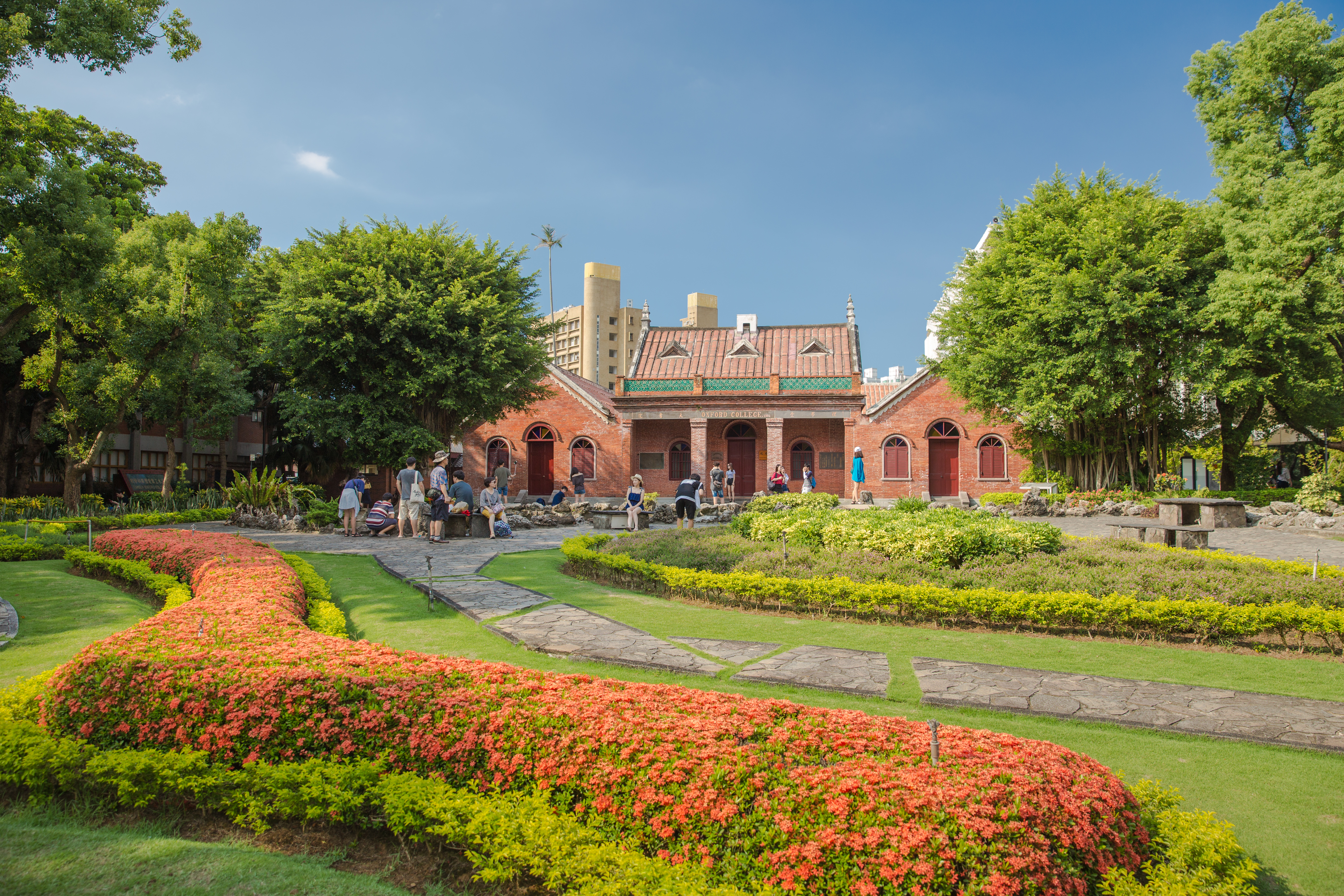
牛津學堂全景
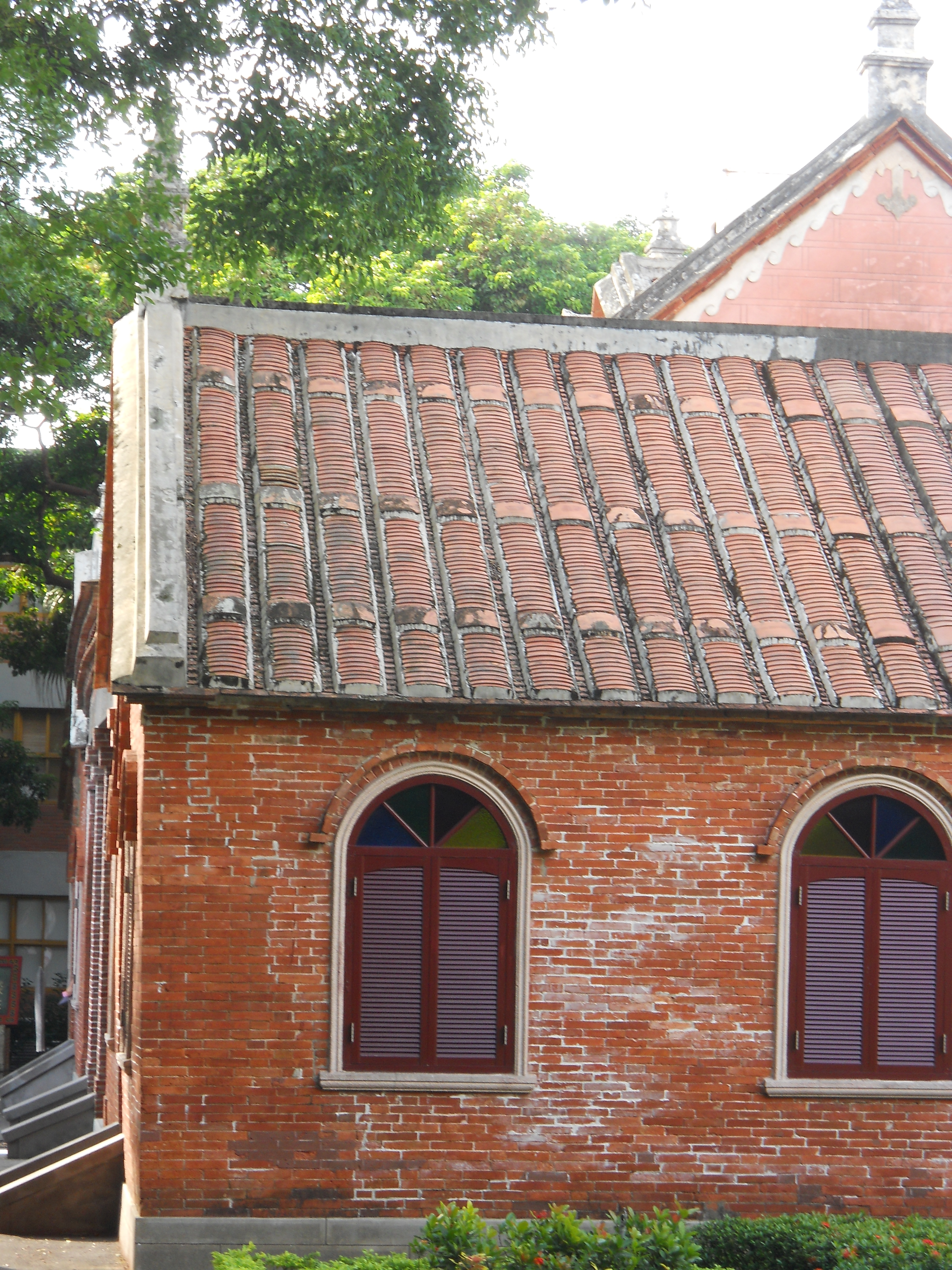
牛津學堂護龍特寫
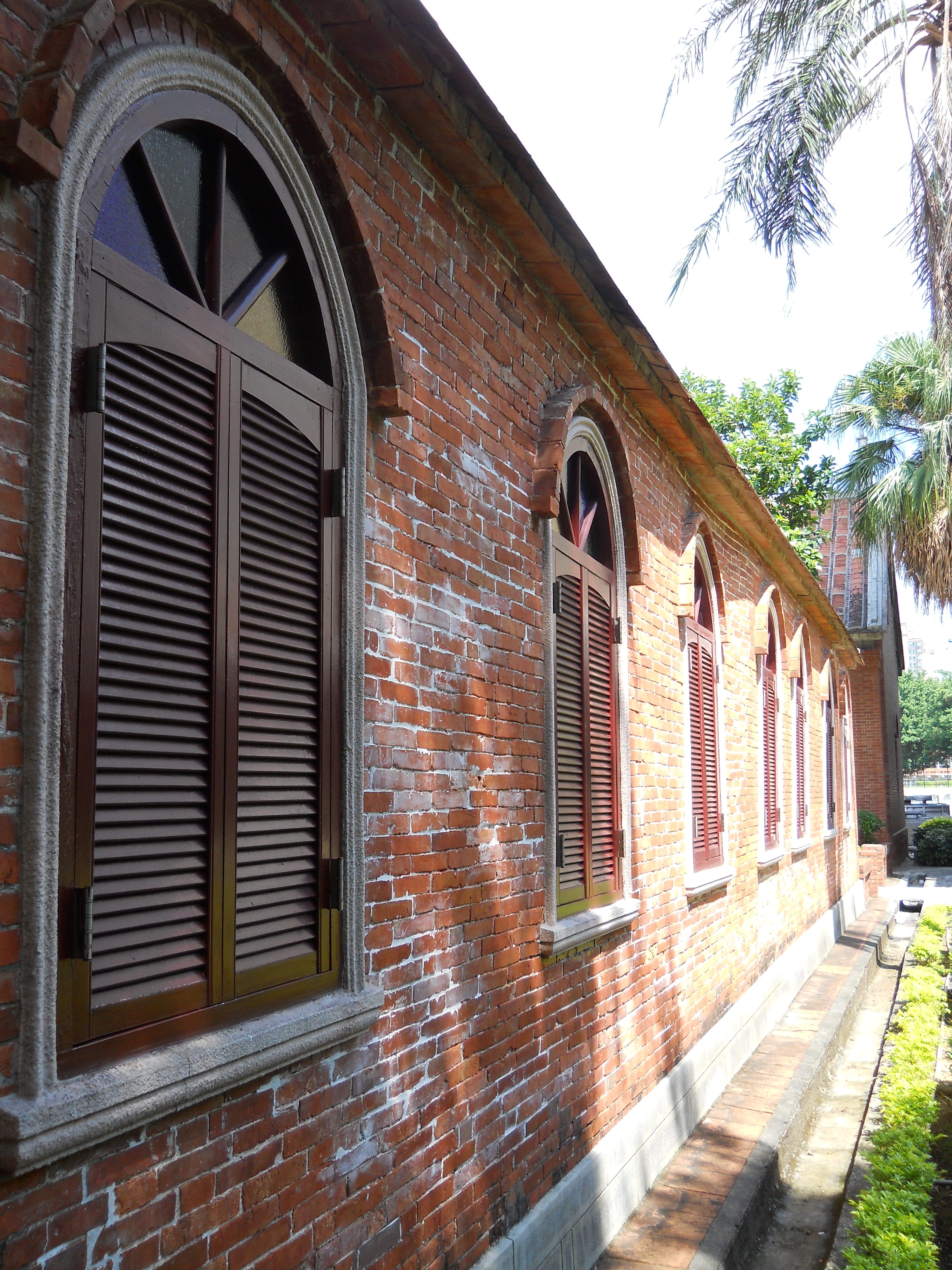
牛津學堂的開窗

## 外部連結
- 理學堂大書院 - 文化部文化資產局 （页面存档备份，存于）（繁體中文）
- 國定古蹟環景導覽 - 理學堂大書院 （页面存档备份，存于）
- 理學堂大書院-新北市觀光旅遊網 （页面存档备份，存于）
- 理學堂大書院 - 牛津學堂Oxford College的Facebook專頁
- 理學堂大書院 -淡水維基館 （页面存档备份，存于）